# Helina moschodactyla
Helina moschodactyla este o specie de muște din genul Helina, familia Muscidae, descrisă de Xue în anul 1997. Conform Catalogue of Life specia Helina moschodactyla nu are subspecii cunoscute.